# 嘉義市私立嘉華高級中學
嘉義市私立嘉華高級中學（Chia Hwa Senior High School），簡稱為嘉華高中，為一所位於台湾嘉義市的私立完全中學。

## 校史
- 該校於1964年由時任嘉義市議員陳鉛筆創辦，現為一所完全中學，設有國中部與高中部及高職部。
- 民國71年，嘉義市改制，本校於72年元月校名更改為「台灣省嘉義市私立嘉華高級中學」。
- 民國83年，陳校長仙逝，董事會遴聘 許登發 擔任第二任校長。
- 民國88年，董事會聘 新營高中 鄭文燦校長 擔任第三任校長。
- 民國92年，董事會聘 陳俊男校長 擔任第四任校長。
- 民國96年，董事會聘 陳俊男校長 擔任第五任校長。
- 民國98年，邵平東先生 代理校長職務 至99年4月30日。
- 民國 99年5月1日，董事會聘 周承淑 擔任第六任校長。
- 民國103年8月1日，董事會聘 劉應瑜 擔任第七任校長。
- 民國105年2月1日，董事會聘 柳水燦 擔任第八任校長。
- 民國107年8月1日，董事會聘 陳俊榤 擔任第九任校長。
- 民國109年8月1日，董事會聘 唐慧文 擔任第十任校長。

- 現有高中部醫藥科學班，數理實驗班，雙語實驗班及軍警專長班，
- 高職部－應用外語科及長照服務科。（2020停招）
- 附設國中部科學班, 數理班, 語文班及藝才班 。

## 外部連結
- （繁體中文）嘉華高級中學